# Rio Picuí
O rio Picuí é um curso de água temporário dos estados da Paraíba e do Rio Grande do Norte, no Brasil. Ao todo, percorre 295 km até se juntar ao rio Currais Novos.

## Características
O Picuí nasce no município de Nova Palmeira, nos contrafortes do Planalto da Borborema, e ruma ao norte passando pela sede do município homônimo. A partir dessa cidade, antes de adentrar o município de Frei Martinho, tem suas águas represadas para formar o açude Várzea Grande.
O rio passa então a divisa interestadual e penetra o estado do Rio Grande do Norte pelo município de Currais Novos, de onde ruma para oeste e forma o cânion dos Apertados para então receber as águas do rio Currais Novos e formar o açude Gargalheiras.
Sua última grande cheia registrada ocorreu em 2011, e a maior já registrada ocorreu no ano de 2004.[carece de fontes?]

## Poluição
A cidade não tem uma rede de esgoto eficiente e, por isso, joga os dejetos das residências diretamente no rio.[carece de fontes?]

## Economia
O Picuí é bastante importante para os pescadores da cidade, que acabam conseguindo uma boa forma de se sustentarem, pescando e vendendo os peixes.[carece de fontes?]

## Ligações exernas
- Gestão dos recursos hídricos no Rio Grande do Norte
- Ministério dos Transportes